# Русские в Грузии
Русские в Грузии — представители русского народа, проживающие в Грузии, одна из старожильческих этнических групп республики.
По данным переписи населения Грузии 2014 года, третье по величине этническое меньшинство республики Грузия. Экономический упадок и этническое напряжение привели к массовой эмиграции русского и иного населения, в том числе и собственно грузинского населения из Грузии в начале 1990-х годов. Это, в свою очередь, привело к значительному старению русского населения страны и ухудшению его демографических показателей, хотя наблюдается их некоторая стабилизация после 2000 года. Значительно снизилась доля русских в населении: с 10,1 % в начале 1960-х до 0,7 % в 2014 году. В 2020-х начался рост численности русского населения в Грузии: после начала боевых действий на Украине страна стала одним из центров русской политической эмиграции.

## История
Русские появились в Грузии в значительном количестве после того, как Грузия вошла в состав Российской империи в 1803 г. (Картли и Кахетия) и в 1878 г. (Аджария).
В 1841—1845 гг. по административному распоряжению к югу от Ахалкалаки поселяются духоборы.
По данным Энциклопедического словаря Брокгауза и Ефрона, издававшегося в конце XIX — начале XX веков, русские составляли 4,4 % населения Тифлисской и 0,53 % Кутаисской губерний. В Тифлисском уезде русские составляли 8,4 % населения, причём «большая часть русских поселений образовалась путём водворения отставных солдат». Кроме того, в 1886 году в Горийском уезде были два русско-осетинских селения. Согласно ЭСБЭ:

Русские живут главным образом в городах, а также в Тифлисском и Ахалкалакском уу. В 1899—1900 гг. часть русских (духоборы) выселилась из Ахалкалакского у. в Америку.

По переписи 1897 года русские составляли 24,8 % населения Тифлиса.
В ноябре 2023 года президент Грузии Саломе Зурабишвили заявила, что после начала вторжения России на Украину «около 100 000 россиян осели в Грузии».

## Концентрация

Доля русского населения по муниципалитетам Грузии:
> 5 %;
3-5 %;
2-3 %;
1-2 %;
0,5-1 %;
< 0,5 %

Русское население Грузии было исторически сконцентрировано в городах, в первую очередь в Тбилиси, хотя в республике имелись русские сёла молокан и духоборов.
Наибольшее количество русских (почти 1/2 всех русских республики) проживало и проживает в столице страны — городе Тбилиси, где по переписи 1989 года русские составляли 10,0 % населения (124,825 тыс. человек) из 1,7 млн человек. По переписи 2002 года — около 3 % населения (32,6 тыс. человек). Значительное количество русских также проживает в городах Батуми (5,2 %) Поти (4,0 %) и Рустави (3,1 %). В большинстве сельских районов русских практически нет (менее 1 % населения).
Русское население республики традиционно придерживается православия, хотя значительно и количество атеистов.
Динамика численности русского населения в Грузии
| 1926   | 1939    | 1959    | 1970    | 1979    | 1989    | 2002   | 2014   |
| ------ | ------- | ------- | ------- | ------- | ------- | ------ | ------ |
| 96 085 | 308 684 | 407 886 | 396 694 | 371 608 | 341 172 | 67 671 | 26 453 |